# Jules Chin A Foeng
Jules Anthony Chin A Foeng (Paramaribo, 20 februari 1944 – aldaar, 28 juli 1983) was een Surinaamse kunstenaar, die schreef onder het pseudoniem Juanchi. Zijn kunstwerken signeerde hij als 'CHIИ' waarbij de N dus omgekeerd geschreven werd.
Jules Chin was oprichter van de eerste Academie voor Beeldende Kunsten in Suriname en startte met de oprichting hiervan in de jaren 60, onder de naam Nationaal Instituut voor Kunst en Kultuur (NIKK). Dit deed hij kort na terugkeer in Suriname, na studies aan de Kunst Academie in Tilburg en de Rietveld Academie in Nederland.
Chin A Foeng was overtuigd van het belang van zo een instituut, omdat hij zelf als jongen van zestien jaar, na studie aan het CCS in Paramaribo, voor verdere studie naar Nederland moest. Hij wilde dit veranderen voor jong Surinaams talent, door hen met het NIKK in eigen land op te leiden.

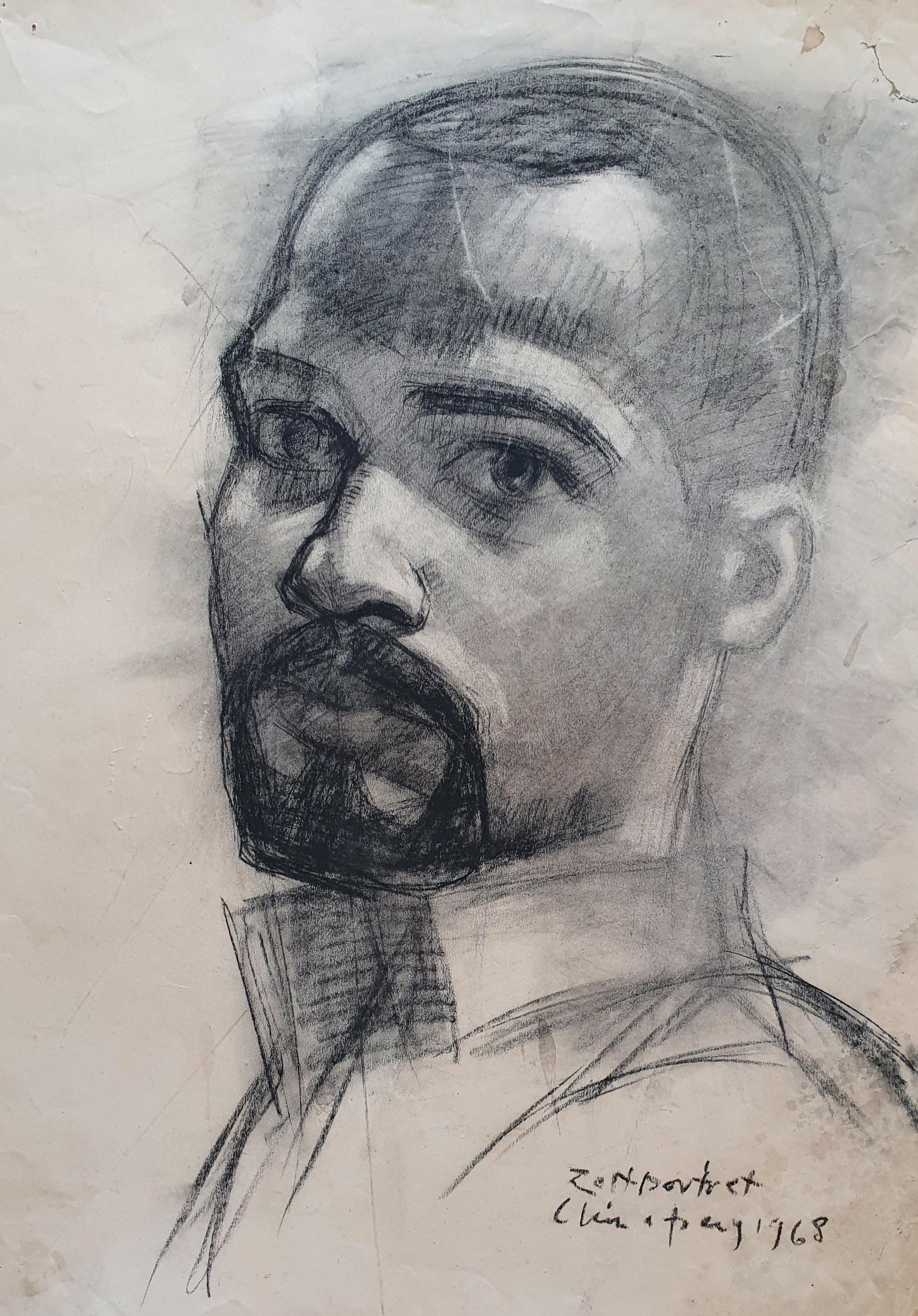
Zelfportret Jules Chin

Hij was keramist, tekenaar, beeldhouwer, schilder, maar ook docent aan de opleiding voor Leraren in Suriname en aan de Academie voor Beeldende Kunsten.
In 1976 behaalde hij als enige Surinamer ooit zijn Master Of Arts graad aan de New York University in Amerika. Hij studeerde af met de superrealistische stijl, die hij bij terugkeer in Suriname introduceerde op de Academie.
Als Juanchi schreef hij gedichtenbundels maar ook kunstrecensies in diverse dagbladen in Suriname. Emotionele uitingen, maar ook geladen met zijn patriottistische gevoelens. Zijn gedichten hadden vaak ook een politieke lading. Dit vanwege zijn eigen politieke interesse en duidelijke mening over hetgeen op dat vlak in Suriname aan de orde was in de jaren 1960/1970.
In 1981 kwam zijn eigen "Leerboek voor tekenonderwijs in Suriname" uit. Chin was ervan overtuigd dat de Nederlandse leerboeken niet aansloten op de Surinaamse cultuur en haar leermethoden.
Internationaal stond hij bekend als een groot artiest. Zijn eerste en laatste grote expositie, totaal in de superrealistische stijl, was in Venezuela in 1981.
In 1993 zijn drie schilderijen van Chin gestolen tijdens een overzichtsexpositie in het Surinaams Museum te Paramaribo. Het betreft hier een portret van ERO, de zoon van Chin A Foeng, Jongetje in rood broekje met knuffels in de hand en twee stillevens; de eerste een tros bananen op een schaal met groot Delmonte-logo sticker erop en de tweede een compositie van wijnglas en bananen op een rood dienblad. Deze schilderijen zijn aangemeld bij de afdeling antiek en kunstdiefstallen in Zoetermeer. 
Kunsthistoricus Paul Faber publiceert in 2013 de monografie die hij schreef over Jules.